# سوکره
سوکره (به اسپانیایی: Sucre) پایتخت کشور بولیوی است. جمعیت این شهر در سال ۲۰۰۶ بالغ بر ۲۴۷۳۰۰ نفر بوده‌است. تاریخ تأسیس این شهر در ۲۹ سپتامبر ۱۵۳۹ میلادی بوده‌است.